# Občina Bohinj
Občina Bohinj [bôhinj; iz bohínja] je ena od občin v Republiki Sloveniji z nekaj nad 5.000 prebivalci in središčem v Bohinjski Bistrici. Večina ozemlja občine leži v Triglavskem narodnem parku.
Občini pripada razsežno ozemlje v dolini Save Bohinjke s tesno Sotesko, Nomenjskim kotličem, Spodnjo Bohinjsko dolino, južnim pobrežjem Bohinjskega jezera, Zgornjo Bohinjsko dolino in območja na planotah Pokljuka in Jelovica. Na severu se meja drži skalnih sten in vrhov nad prepadnim levim bregom Save Bohinjke, na jugu poteka preko gorskih planot in vrhov bohinjskega grebena ob nekdanji državni meji; od Vogla (1923 mnm) čez Črno prst (1844 m) do Možica (1602 m), odtod dalje pa po robu Ratitovčeve planjave (Črni vrh 1487 m, Gladki vrh 1672 m in 1666 m). Zahodna meja gre po slemenih jugozahodno od jezera (Konjski vrh, 1527 m; Mala Škrbina, 1996 m), vzhodna pa vključuje še dobršen del prave Jeloviške planote (Javorov vrh, 1580 m; Macesnovec, 1312 m; Črna peč, 1273 m). Rečna zajeda Save Bohinjke med Pokljuko in Jelovico, vrezana v debele apnene sklade, se tostran Soteske v Nomenjskem kotliču razširi, strmine v mehkejših tleh zložno prehajajo v široko tektonsko depresijo Bohinjske kotline; pred jezerskim kotlom se dolina zopet zapre.

## Naselja v občini
Večina naselbin je razvrščenih ob Savi Bohinjki s središčem v največjem naselju, Bohinjski Bistrici, deloma še v prvi večji terasi južno nad njo; ob jezeru prevladujejo letoviške stavbe; nekaj senožetov in rovtov ima le poletne stanovalce. 
Bitnje, Bohinjska Bistrica, Bohinjska Češnjica, Brod, Goreljek, Gorjuše, Jereka, Kamnje, Koprivnik v Bohinju, Laški Rovt, Lepence, Log v Bohinju, Nemški Rovt, Nomenj, Podjelje, Polje, Ravne v Bohinju, Ribčev Laz, Savica, Srednja vas v Bohinju, Stara Fužina, Studor v Bohinju, Ukanc, Žlan

## Bohinjsko jezero
Jezerski breg, visok 0,5–2 m, spremljajo hudourniški deltasti zasipi in šibke dolinice s periodičnimi potoki (»Suhe«). Kotlinsko dno izpolnjuje valovito gričevje (Dobrava 593 m), tako da je ob Savi in glavnem pritoku Bistrici prav malo ravnine. Proti jugu se med kotlino in bohinjskim grebenom dvigajo gorske stopnjevine in planote S. Ravne, ki se na vzhodni strani izravnajo v Jelovici. Tu so obilni sledovi ledeniškega delovanja; na jugovzhodu so se ohranile tudi okrnjene prvotne doline (npr. v Raztokah in v jezercu Ledim). Pod prisekanimi osojnimi pobočji leže snežišča mestoma zelo nizko (še 800–900 m), pod najvišjim bohinjskim grebenom pa so velike ledeniške krnice z morenami in prečne dolinice s kraškim dnom (1400–1600 m). Razen najvišjih skalnatih vrhov, strmih pobočij in grušča ob hudourniških grapah, je vsa pokrajina pokrita z zelenjem.

## Gospodarstvo
Dolinske vasi so združene v večje gospodarske in upravne skupine. Kmetje negujejo predvsem živino (bohinjska pasma) za pleme in radi mlečnih izdelkov (bohinjski sir); polje splošno ne krije domačih potreb. Najbolje uspevajo koruza, pšenica, oves in ajda. Kmetom in delavcem, trgovcem in prevoznikom daje važne dohodke lesna kupčija in industrija; prodajo ostalih pridelkov podpira močno razvit tujski promet. Manjši pomen imajo obrt (izdelki iz lesa), čebelarstvo, ribištvo z banovinsko ribogojnico, obdobno rudarstvo (boksit v Rudnici), gostinstvo. 
Za njive so prikladne le ravne ploskve (najviše leže v široki terasi 680 do 714 m). Gozd pokriva zlasti apniška tla, območje laporastih skrilavcev pa izvrstna trava. Običajnih travnikov je malo, ker je v dnu kotline zemlja pusta in v pobočjih malo preperela; zato zavzemajo večje površine rovti (enkratna košnja, svisli in seniki) in planine, ki jih uporabljajo v nižjih legah za pomladansko in jesensko, v najvišjih le za poletno pašo. Zemlja je v manjših predelih last verskega sklada (pretežno smrekovi gozdovi); drugod v zasebni in skupni (vaški in srenjski) posesti (planine). 
Izvoz in dovoz posredujejo tri železniške postaje; 6.3 km dolgi bohinjski predor vodi proti Novi Gorici in Italiji. Avtomobilski in vozni promet se opira na banovinsko cesto proti Bledu (Boh. jezero — Boh. Bistrica — Bitnje — Zagorica), ki jo odcep ceste (Bitnje — Srednja vas — Boh. Jezero) dopolnjuje v krožno progo. 
Mirna in zdrava planinska pokrajina privablja s svojo nedosežno lepoto goste (letoviščarje, turiste, izletnike in smučarje) v vseh letnih časih. Glavni dotok gostov se obrača k jezeru, ki ima krasno zatišno lego v gorskem kotliču, obraslim z gozdom. Občini pripada najlepši in najdaljši južni breg s kopališči in gostišči. Tudi tujsko prometne naprave varujejo njeno tihoto. Zaznamovana turistične, izletne in sprehodne poti. Planinska zavetišča so: Dom Zorka Jelinčiča na Črni prsti, Dom na Komni, Kosijev dom na Vogarju in hotel na Voglu (Rjava skala), odlično razgledišče nad Jezerom).

## Cerkve v občini
- cerkev Sv. Janeza Krstnika (Ribčev Laz)
- cerkev Marijinega vnebovzetja (Bitnje)
- cerkev Sv. Magdalene (podružnična cerkev, Brod)
- cerkev Sv. Ahaca (podružnična cerkev, Nemški Rovt)
- cerkev Sv. Duha (Sveti Duh)
- cerkev Sv. Pavla (Stara Fužina)
- cerkev Sv. Marjete (Jereka)
- cerkev Najdenja svetega Križa (župnijska cerkev, Koprivnik)
- cerkev Sv. Martina (župnijska cerkev, Srednja vas)
- cerkev Sv. Miklavža (župnijska cerkev, Bohinjska Bistrica)

## Prebivalstvo
Ob popisu leta 2001 je bila slovenščina materni jezik 4875 (93,3 %) občanom, srbohrvaščina  94 (1,8 %) osebam, bosanščina pa 56 (1 %) osebam. Neznano je za 95 (1,8 %) oseb. 3472 ali 66,4 % je rimokatoličanov.